# Juan Rodríguez Castellano de la Parra
Juan Rodríguez Castellano de la Parra (Madrid, 12 de julio de 1823-Madrid, 22 de enero de 1860) fue un cantante y profesor de solfeo español.

## Biografía
Nació en Madrid en 1823. Hizo sus principales estudios en el Conservatorio de Música de Madrid, donde tomó parte como cantante en varias funciones públicas. Baltasar Saldoni, en su Diccionario biográfico-bibliográfico de efemérides de músicos españoles, asegura que su «voz de barítono, si bien de mediana cantidad ó fuerza, era muy afinada y bastante agradable». Estuvo de maestro de solfeo del propio conservatorio, cuya plaza desempeñó hasta su fallecimiento, acaecido en la matritense calle del Caballero de Gracia a las cuatro de la madrugada del 22 de enero de 1860. Entre los alumnos que recibieron sus clases estuvieron Pedro de Urrutia y Cruz, Antonio Sos y José Pinilla y Pascual.